# New Braunfels (Teksas)
New Braunfels je grad u američkoj saveznoj državi Teksas. Prema popisu stanovništva iz 2010. u njemu je živjelo 57.740 stanovnika.